# Bromek amonu
Bromek amonu, NH
4Br – nieorganiczny związek chemiczny z grupy bromków, sól amonowa kwasu bromowodorowego.

## Otrzymywanie
Otrzymywany jest w reakcji kwasu bromowodorowego z amoniakiem:
NH
3 + HBr → NH
4Br
bądź też w bezpośredniej reakcji bromu z amoniakiem:
8NH
3 + 3Br
2 → 6NH
4Br + N
2↑
w której amoniak stosuje w niewielkim nadmiarze względem proporcji stechiometrycznych. W wyniku zatężania roztworu poreakcyjnego otrzymuje się produkt krystaliczny, natomiast poprzez suszenie rozpyłowe możliwe jest otrzymanie proszku. Bromek amonu w obu postaciach, jak również w postaci 45% roztworu, jest dostępny komercyjnie.
Inną metodą otrzymywania jest reakcja amoniaku z bromkiem żelaza(II) lub bromkiem żelaza(III):
2NH
3 + FeBr
2 + H
2O → 2NH
4Br + Fe(OH)
2↓
3NH
3 + FeBr
3 + 3H
2O → 3NH
4Br + Fe(OH)
3↓
które z kolei można otrzymać przez przepuszczanie wody bromowej nad opiłkami żelaza.

## Właściwości
W warunkach normalnych tworzy bezwonne kryształy lub proszek o barwie od białej do białożółtej i o silnym, słonym smaku. Wykazuje właściwości higroskopijne. Dobrze rozpuszcza się m.in. w wodzie, etanolu czy acetonie. Sublimuje bez topnienia w podwyższonej temperaturze, rozkłada się po ogrzaniu do 542 °C, a produktami rozkładu są amoniak i bromowodór:
NH
4Br → NH
3↑ + HBr↑
W roztworach wodnych wykazuje właściwości kwasowe, silniejsze w roztworach amoniaku, w których reaguje z zasadami:
NH
4Br + NaNH
2 → NaBr + 2NH
3
Przy kontakcie z metalami lub z zasadowymi wodorotlenkami metali powstają odpowiednie bromki tych metali:
2NH
4Br + Ca(OH)
2 → CaBr
2 + 2NH
3 + 2H
2O
W kontakcie ze skórą i oczami ma działanie drażniące.

## Zastosowania
Znajduje zastosowanie w przemysłach forograficznym i tekstylnym czy w litografii. Stosuje się go jako środek zmniejszający palność drewna. W medycynie był stosowany jako środek uspokajający, jednak został w zasadzie wyparty przez skuteczniejsze i mniej szkodliwe leki. Wykorzystywany również pozamedycznie w różnych środkach homeopatycznych.